# Анна Гоміс
Анна Гоміс (фр. Anna Gomis; нар. 6 жовтня 1973, Туркуен, департамент Нор) —  французька борчиня вільного стилю, чотириразова чемпіонка світу і Європи, бронзова призерка Олімпійських ігор. 2009 року занесена до Зали слави FILA.

## Життєпис
Боротьбою почала займатися з 1988 року. Була бронзовим призером чемпіонату світу 1988 року серед кадетів. Свою першу дорослу світову нагороду (золоту) виборола ще в 1993 році. З тих пір сім років поспіль до 1999 року незмінно здобувала медалі різного ґатунку на всіх світових першостях. Наступну світову нагороду (бронзову) виборола аж через 11 років у 2010.
Виступала за борцівський клуб Туркуена. Тренери — Річард Челмовскі, Жерар Санторо, Нодар Бокашвілі, Бено Шулле.

## Спортивні результати на міжнародних змаганнях

### Виступи на Олімпіадах
| Змагання                    | Збірна  | Вагова категорія          | Місце  |
| --------------------------- | ------- | ------------------------- | ------ |
| Літні Олімпійські ігри 2004 | Франція | жіноча боротьба, до 55 кг | Бронза |

### Виступи на Чемпіонатах світу
| Змагання                        | Збірна  | Вагова категорія          | Місце  |
| ------------------------------- | ------- | ------------------------- | ------ |
| Чемпіонат світу з боротьби 1993 | Франція | жіноча боротьба, до 50 кг | Золото |
| Чемпіонат світу з боротьби 1994 | Франція | жіноча боротьба, до 50 кг | Срібло |
| Чемпіонат світу з боротьби 1995 | Франція | жіноча боротьба, до 57 кг | Бронза |
| Чемпіонат світу з боротьби 1996 | Франція | жіноча боротьба, до 53 кг | Золото |
| Чемпіонат світу з боротьби 1997 | Франція | жіноча боротьба, до 56 кг | Золото |
| Чемпіонат світу з боротьби 1998 | Франція | жіноча боротьба, до 56 кг | Срібло |
| Чемпіонат світу з боротьби 1999 | Франція | жіноча боротьба, до 56 кг | Золото |
| Чемпіонат світу з боротьби 2001 | Франція | жіноча боротьба, до 56 кг | 9      |
| Чемпіонат світу з боротьби 2003 | Франція | жіноча боротьба, до 55 кг | 7      |
| Чемпіонат світу з боротьби 2005 | Франція | жіноча боротьба, до 55 кг | 10     |
| Чемпіонат світу з боротьби 2006 | Франція | жіноча боротьба, до 55 кг | 8      |
| Чемпіонат світу з боротьби 2007 | Франція | жіноча боротьба, до 55 кг | 13     |
| Чемпіонат світу з боротьби 2009 | Франція | жіноча боротьба, до 55 кг | 5      |
| Чемпіонат світу з боротьби 2010 | Франція | жіноча боротьба, до 55 кг | Бронза |
| Чемпіонат світу з боротьби 2011 | Франція | жіноча боротьба, до 55 кг | 20     |

### Виступи на Чемпіонатах Європи
| Змагання                         | Збірна  | Вагова категорія          | Місце  |
| -------------------------------- | ------- | ------------------------- | ------ |
| Чемпіонат Європи з боротьби 1993 | Франція | жіноча боротьба, до 50 кг | Бронза |
| Чемпіонат Європи з боротьби 1996 | Франція | жіноча боротьба, до 53 кг | Золото |
| Чемпіонат Європи з боротьби 1997 | Франція | жіноча боротьба, до 56 кг | Золото |
| Чемпіонат Європи з боротьби 1998 | Франція | жіноча боротьба, до 56 кг | Золото |
| Чемпіонат Європи з боротьби 1999 | Франція | жіноча боротьба, до 56 кг | Золото |
| Чемпіонат Європи з боротьби 2000 | Франція | жіноча боротьба, до 56 кг | Бронза |
| Чемпіонат Європи з боротьби 2002 | Франція | жіноча боротьба, до 55 кг | 7      |
| Чемпіонат Європи з боротьби 2005 | Франція | жіноча боротьба, до 55 кг | Срібло |
| Чемпіонат Європи з боротьби 2006 | Франція | жіноча боротьба, до 55 кг | Бронза |
| Чемпіонат Європи з боротьби 2007 | Франція | жіноча боротьба, до 55 кг | Бронза |
| Чемпіонат Європи з боротьби 2008 | Франція | жіноча боротьба, до 55 кг | 7      |
| Чемпіонат Європи з боротьби 2009 | Франція | жіноча боротьба, до 55 кг | 7      |
| Чемпіонат Європи з боротьби 2011 | Франція | жіноча боротьба, до 55 кг | 13     |
| Чемпіонат Європи з боротьби 2012 | Франція | жіноча боротьба, до 55 кг | 10     |

### Виступи на Кубках світу
| Змагання                    | Збірна  | Вагова категорія          | Місце  |
| --------------------------- | ------- | ------------------------- | ------ |
| Кубок світу з боротьби 2001 | Франція | жіноча боротьба, до 56 кг | 5      |
| Кубок світу з боротьби 2005 | Франція | жіноча боротьба, до 55 кг | Бронза |
| Кубок світу з боротьби 2011 | Франція | жіноча боротьба, до 55 кг | Бронза |

### Виступи на інших змаганнях
| Змагання                                                        | Збірна  | Вагова категорія          | Місце  |
| --------------------------------------------------------------- | ------- | ------------------------- | ------ |
| Austrian Ladies Open 1997                                       | Франція | жіноча боротьба, до 56 кг | Золото |
| Середземноморські ігри 2001                                     | Франція | жіноча боротьба, до 56 кг | Бронза |
| Manitoba Open 2002                                              | Франція | жіноча боротьба, до 55 кг | Срібло |
| Гран-прі Німеччини з боротьби 2002                              | Франція | жіноча боротьба, до 55 кг | Срібло |
| Тестовий турнір FILA 2004                                       | Франція | жіноча боротьба, до 55 кг | 11     |
| Олімпійський кваліфікаційний турнір з боротьби 2004 (Туніс)     | Франція | жіноча боротьба, до 55 кг | 8      |
| Олімпійський кваліфікаційний турнір з боротьби 2004 (Мадрид)    | Франція | жіноча боротьба, до 55 кг | Золото |
| Austrian Ladies Open 2004                                       | Франція | жіноча боротьба, до 55 кг | 11     |
| Середземноморські ігри 2005                                     | Франція | жіноча боротьба, до 55 кг | Золото |
| Міжнародний меморіал Дейва Шульца 2006                          | Франція | жіноча боротьба, до 55 кг | 4      |
| Klippan Lady Open 2006                                          | Франція | жіноча боротьба, до 55 кг | Срібло |
| Austrian Ladies Open 2006                                       | Франція | жіноча боротьба, до 55 кг | Золото |
| Золотий Гран-прі з боротьби 2006                                | Франція | жіноча боротьба, до 55 кг | Срібло |
| Klippan Lady Open 2007                                          | Франція | жіноча боротьба, до 55 кг | Золото |
| Austrian Ladies Open 2007                                       | Франція | жіноча боротьба, до 55 кг | Бронза |
| Austrian Ladies Open 2008                                       | Франція | жіноча боротьба, до 55 кг | Золото |
| Олімпійський кваліфікаційний турнір з боротьби 2008 (Едмонтон)  | Франція | жіноча боротьба, до 55 кг | 7      |
| Олімпійський кваліфікаційний турнір з боротьби 2008 (Хапаранда) | Франція | жіноча боротьба, до 55 кг | Бронза |
| Міжнародний меморіал Дейва Шульца 2011                          | Франція | жіноча боротьба, до 55 кг | 5      |
| Гран-прі Німеччини з боротьби 2011                              | Франція | жіноча боротьба, до 55 кг | Срібло |
| Відкритий чемпіонат Польщі з боротьби 2011                      | Франція | жіноча боротьба, до 55 кг | 9      |
| Тестовий турнір FILA 2011                                       | Франція | жіноча боротьба, до 55 кг | 9      |
| Турнір Дана Колова — Николи Петрова 2012                        | Франція | жіноча боротьба, до 55 кг | 5      |
| Золотий Гран-прі з боротьби 2012 (Кліппан )                     | Франція | жіноча боротьба, до 55 кг | Бронза |
| Олімпійський кваліфікаційний турнір з боротьби 2012 (Софія)     | Франція | жіноча боротьба, до 55 кг | Бронза |
| Олімпійський кваліфікаційний турнір з боротьби 2012 (Тайюань)   | Франція | жіноча боротьба, до 55 кг | 12     |
| Олімпійський кваліфікаційний турнір з боротьби 2012 (Гельсінкі) | Франція | жіноча боротьба, до 55 кг | 18     |

### Виступи на змаганнях молодших вікових груп
| Змагання                                      | Збірна  | Вагова категорія          | Місце  |
| --------------------------------------------- | ------- | ------------------------- | ------ |
| Чемпіонат світу з боротьби серед кадетів 1988 | Франція | жіноча боротьба, до 40 кг | Бронза |